# Harrisburg (Nebraska)
Harrisburg is een plaats (census-designated place) in de Amerikaanse staat Nebraska, en valt bestuurlijk gezien onder Banner County.

## Demografie
Bij de volkstelling in 2000 werd het aantal inwoners vastgesteld op 75.

## Geografie
Volgens het United States Census Bureau beslaat de plaats een oppervlakte van
13,8 km², geheel bestaande uit land.

## Plaatsen in de nabije omgeving
De onderstaande figuur toont nabijgelegen plaatsen in een straal van 36 km rond Harrisburg.